# اسپرینگ هیل (آیووا)
اسپرینگ هیل (به انگلیسی: Spring Hill) شهری در ایالت آیووا کشور ایالات متحده آمریکا است که جمعیت آن در سرشماری سال ۲۰۱۰ میلادی، ۶۳ نفر بوده‌است.